# Festival de la fiction TV de La Rochelle 2012
La 14e édition du Festival de la fiction TV s'est déroulée à La Rochelle, du 12 au 16 septembre 2012.  Il a présenté une cinquantaine d'œuvres françaises et internationales, choisies par un comité de sélection dirigé par Isabelle Nataf. Treize prix ont été décernés par un jury de professionnels de la fiction télévisée, présidé par Antoine de Caunes.  Quatre prix spéciaux s'ajoutent au palmarès dont un décerné par un jury de journalistes pour la meilleure fiction européenne.  
Vingt-cinq mille spectateurs et plus de mille huit cents professionnels étaient attendus.  Le budget global du festival atteint les 900 000 euros. L'affiche du festival a été confié à Sophie Griotto.

## Jury
Le jury était composé de :
- Antoine de Caunes (président), réalisateur et comédien
- Virginie Wagon, auteur et réalisatrice
- Vincent Stora, compositeur
- Michèle Reiser, auteur
- Hervé Hadmar, scénariste et réalisateur
- Élodie Navarre, comédienne
- Nicolas Traube, producteur

## En compétition
Les œuvres concourent dans plusieurs catégories :

### Téléfilms unitaires
- Berthe Morisot (France 3) de Caroline Champetier
- L'Innocent (France 2) de Pierre Boutron
- Je vous ai compris (Arte) de Frank Chiche
- Il était une fois... peut-être pas (France 3) de Charles Nemes
- Just Like a Woman (Arte) de Rachid Bouchareb
- Les Mains de Roxana (France 2) de Philippe Setbon
- La main passe (France 3) de Thierry Petit
- Punk (Arte) de Jean-Stéphane Sauvaire
- Manipulations (France 2) de Laurent Herbiet
- Paradis amers (France 2) de Christian Faure

### Séries prime time
- Détectives (France 2) de Lorenzo Gabriele
- Mes amis, mes amours, mes emmerdes... (TF1) de Jérôme Navarro
- Tiger Lily, 4 femmes dans la vie (France 2) de Benoît Cohen
- Deux flics sur les docks (France 2) d'Edwin Baily
- Profilage (TF1) de Julien Despaux
- Ma femme, ma fille, deux bébés (M6) de Guila Braoudé

### Téléfilms comédies
- Un petit bout de France (France 3) de Bruno Le jean
- On se quitte plus (TF1) de Laurence Katrian
- Comme un air d'autoroute (Arte) de Vincent Burgevin et Franck Lebon
- L'Île aux cons (Canal +) de Gilles Galud et Charlie Dupont
- L'homme de ses rêves (France 2) de Christophe Douchand
- La Guerre du Royal Palace (France 3) de Claude-Michel Rome

### Programmes courts en série
- Lascars (Canal +) de Tristan Aurouet
- Zak (Orange Cinéma Séries) de Arthur Benzaquen et Denis Thybaud
- La petite histoire (sans diffuseur) de Guilhem Connac

### Web fictions
- On habite au 65 de Maxime Potherat
- Pause clope d'Éric Kailey et Henri Clairan
- Le mec de 1996 de Julien War
- À propos de Jimmy Conchou et Romain Brugerolle
- Maestro d'Olivier Riffard
- Qui est là ? de Philippe Bourgueil et Charlie Dupont
- Inbox de Thim Naccache

### Sélection européenne et internationale
- Rossella (RAI 1, Italie) de Gianni Lepre
- Hispania, la légende (Hispania, la leyenda) (Antena 3 de Televisión, Espagne) de Félix Viscarret, Pablo Malo et Jorge Sánchez
- Un père, une mère, un meurtrier (Vater, Mutter, Mörder) (ZDF, Allemagne) de Niki Stein
- Hit and Miss (Sky Atlantic, Grande-Bretagne) de Hetti McDonald et Sheree Folkson
- Johan Falk, Les règles du jeu (Johan Falk, Spelets Regler) (TV4, Suède) de Charlotte Brändström
- Vertige (Série+, Canada) de Patrice Sauvé
- Trahison (Overspel) (Vara, Pays-Bas) de Frank Ketelaar, Dana Nechushtan et Arno Dierickx
- Expozitura, unité d’élite (Expozitura, organized crime unit) (TV Nova, République Tchèque) de Petr Kotek et Ivan Pokorný
- Instinct (Instynkt) (TVP2, Pologne) de Patryk Vega
- Happy Life (Lykke) (DR, Danemark) de Kasper Gaardsøe

### Sélection africaine
- Les Rois de Ségou (TV5 Monde) (Mali) de Boubacar Sidibé
- Noces croisées (TV5 Monde) (Burkina Faso) de Sidbewende Bernard Yameogo et Guy Désiré Yaméogo

## Hors compétition
Sont diffusés hors compétition :
- La Méthode Claire (M6) de Vincent Monnet
- Merlin (TF1) de Stéphane Kappes
- Ainsi soient-ils (Arte France) de Rodolphe Tissot, Elizabeth Marre et Olivier Pont
- Malgré-elles (France 3) de Denis Malleval
- Médecin-chef à la Santé (France 2) d'Yves Rénier
- Les Revenants (Canal +) de Fabrice Gobert et Frédéric Mermoud

## Palmarès
Le jury a décerné les prix suivants : 
- Meilleure série : Tiger Lily, 4 femmes dans la vie
- Meilleur programme court : Lascars
- Meilleur téléfilm : Manipulation
- Meilleur téléfilm comédie : On se quitte plus
- Meilleure fiction Web : Inbox
- Meilleure réalisation : Jean-Stéphane Sauvaire pour Punk
- Meilleure interprétation masculine : Lyes Salem pour Il était une fois... peut-être pas
- Meilleure interprétation féminine : Sienna Miller et Golshifteh Farahani pour Just like a woman
- Meilleure direction artistique : Je vous ai compris
- Meilleur scénario : Mikaël Ollivier et Sandro Agénor pour Paradis amers
- Meilleure musique : Alex Jaffray et Gilles Facetias pour Il était une fois... peut-être pas
- Prix jeune espoir masculin : Boris Vigneron pour Comme un air d'autoroute
- Prix jeune espoir féminin : Carolina Jurczak pour Deux flics sur les docks
- Prix des collégiens : Les mains de Roxana
- Label Poitou-Charentes : Just like a woman
- Meilleure fiction européenne : Hit and Miss (Grande-Bretagne)
- Coup de cœur du jury européen : Lykke/Happy Life (Danemark)